# Forno da Pipa
O Forno da Pipa está localizado em freguesia e no Município de Arruda dos Vinhos, na região Oeste e distrito de Lisboa, em Portugal.
Durante as obras de construção de viaduto na A10, um grupo de arqueólogos acompanhou as obras por forma a inventariar quaisquer vestígios arqueológicos que pudessem ser encontrados durante os trabalhos de construção.
Neste processo foi encontrado um forno de construção romana, no local ocupado presentemente pelo Pilar 12E, ao km8+460, do viaduto da A10, tendo sido removido do local.